# Lidia Menapace
Lidia Menapace, nata Lidia Brisca (Novara, 3 aprile 1924 – Bolzano, 7 dicembre 2020), è stata una partigiana, politica e saggista italiana.

## Biografia

### Anni Quaranta e Cinquanta: inizi come partigiana e impegno sociale nei cattolici
Ancora giovanissima prese parte alla Resistenza come staffetta partigiana e nel dopoguerra si impegnò nei movimenti cattolici, in particolare con la FUCI - Federazione Universitaria Cattolica Italiana. Nel 1952 Menapace si trasferì in Alto Adige e nel 1964 fu, quale candidata della Democrazia Cristiana, la prima donna eletta nel consiglio provinciale di Bolzano, insieme a Waltraud Gebert Deeg. In quella stessa legislatura fu anche la prima donna ad entrare nella giunta provinciale, come assessora effettiva per gli Affari Sociali e la Sanità.

### Anni Sessanta e Settanta: continuo dell'impegno culturale e attivistico nei comunisti ai tempi del 1968

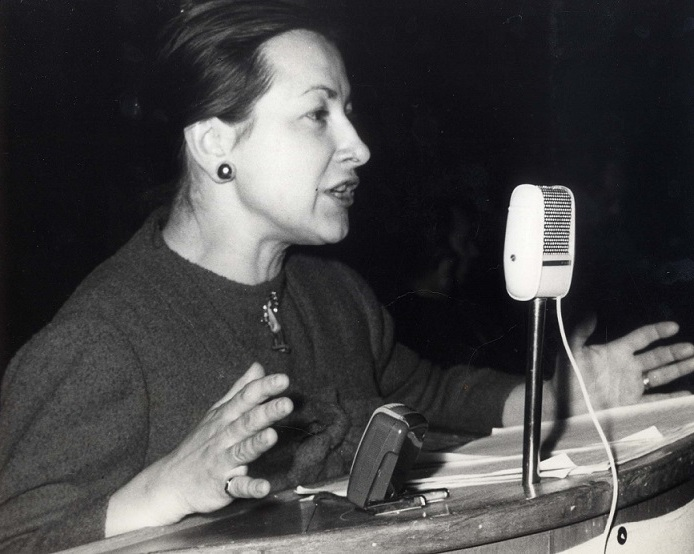
Lidia Menapace negli anni sessanta

All'inizio degli anni sessanta Menapace prese servizio presso l'Università Cattolica del Sacro Cuore con l'incarico di lettore di Lingua italiana e metodologia degli studi letterari, ma nel 1968 questo non le fu rinnovato a seguito della sua pubblicazione di un documento intitolato Per una scelta marxista. Dopo essere uscita dalla Democrazia Cristiana nel 1968, simpatizzò per il Partito Comunista Italiano che la candidò alle elezioni regionali del 1968, ma nel 1969 venne chiamata dai fondatori del primo nucleo de il manifesto. 
Alle elezioni politiche del 1972 è candidata nelle liste del Manifesto, che però non ottiene seggi.
Nel 1973 la Menapace fu tra le promotrici del movimento Cristiani per il Socialismo ed entrò a far parte del Comitato per i diritti civili delle prostitute come membro laico. Nel 1974, a seguito della fusione tra il Manifesto e il Partito di Unità Proletaria, aderì al Partito di Unità Proletaria per il Comunismo. Nel 1984 si oppose alla confluenza di quest'ultimo nel PCI e fondò il Movimento Politico per l'Alternativa.
Lidia Menapace rappresentò inoltre una delle voci più importanti del femminismo italiano.

### Anni duemila e duemiladieci

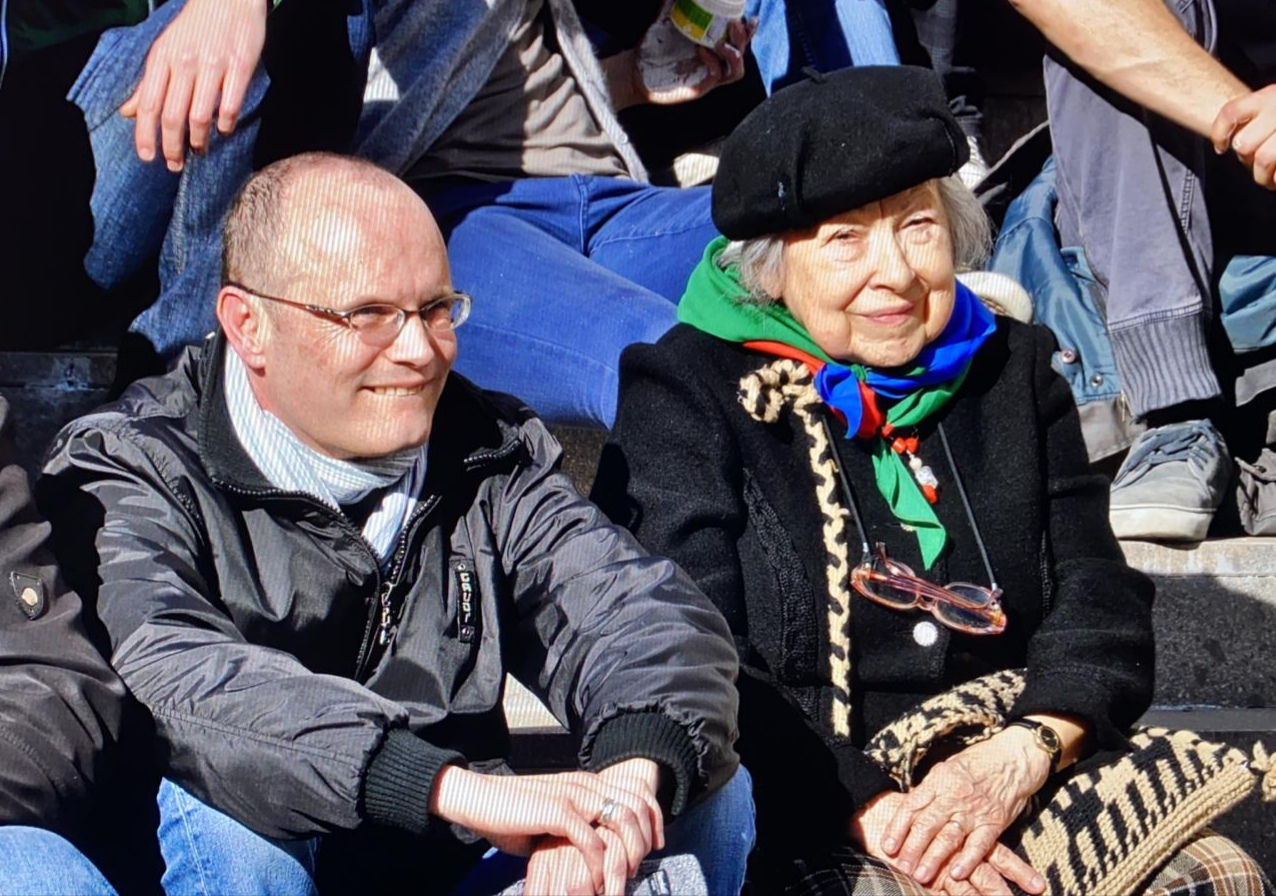
Lidia Menapace a una manifestazione antifascista del 2014 a Bolzano (assieme a Hannes Obermair)

Nel maggio 2005 Lidia Menapace fu eletta nel Comitato Etico di Banca Popolare Etica in cui rimase per un anno, dopodiché divenne senatrice della Repubblica italiana.
Nell'aprile 2011 entrò nel Comitato Nazionale dell'Associazione Nazionale Partigiani d'Italia.
Prese parte anche al docu-film Lunàdigas, uscito nelle sale cinematografiche italiane nel 2016, con una sua testimonianza sulla scelta di non avere figli.

### Percorso contemporaneo in Rifondazione Comunista
Alle elezioni politiche del 2006 venne eletta al Senato come indipendente nelle liste di Rifondazione Comunista: la sua candidatura fu resa possibile in sostituzione di Marco Ferrando, della minoranza del PRC, che venne rimosso dalle liste del partito per alcune sue affermazioni sulla strage di Nassirya. Pochi mesi più tardi la Menapace ricevette alcuni voti in occasione dello scrutinio segreto per l'Elezione del Presidente della Repubblica Italiana del 2006.
Poco dopo la nascita del Secondo Governo Prodi fu proposta alla presidenza della Commissione Difesa al Senato, una proposta contestata da alcuni elementi della Casa delle Libertà visto il suo antimilitarismo. A scatenare le polemiche, una sua intervista a Francesco Battistini del Corriere della Sera, nella quale descrisse le Frecce Tricolori come inutilmente costose e inquinanti. La mattina stessa della pubblicazione dell'intervista, al posto della Menapace fu imprevedibilmente eletto il senatore Sergio De Gregorio (Italia dei Valori), sostenuto dall'opposizione. Successivamente venne criticata da alcuni settori del movimento pacifista per la sua scelta di votare il rifinanziamento della Missione NATO in Afghanistan. Dal 6 febbraio 2007 al 28 aprile 2008 ricoprì la carica di presidente della Commissione parlamentare d'inchiesta sull'uranio impoverito.
Nel 2008 s'iscrisse a Rifondazione Comunista, entrò negli organismi dirigenti e accettò di dirigere la rivista Su la testa.
Nel 2009 si candidò alle elezioni europee nella Lista Anticapitalista "PRC-PdCI" nella circoscrizione Nord-Est, senza però essere eletta a causa del mancato raggiungimento della soglia di sbarramento prevista dalla legge elettorale.
Nel 2018 accettò di candidarsi al Senato con Potere al Popolo!. La lista non raggiunse però la soglia di sbarramento del 3% e dunque non venne eletta.

### Morte
Lidia Menapace morì a Bolzano novantaseienne il 7 dicembre 2020, per complicazioni da COVID-19.

## Riconoscimenti
Nel 2018, Politika - Società di Scienza Politica dell'Alto Adige ha conferito a Lidia Menapace il pubblico riconoscimento di "PPA - Personalità politica dell'anno".

## Opere
- I gruppi linguistici in un ente intermedio territoriale, con Giuseppe Farias, in Il convegno di San Pellegrino. Atti del convegno nazionale di studio della Democrazia Cristiana, S. Pellegrino Terme, 13-16 settembre 1961, Roma, Edizioni 5 Lune, 1962.
- Cultura di massa e partiti, in La società italiana. Atti del secondo convegno nazionale di studio della democrazia cristiana. S. Pellegrino Terme, 29 settembre-2 ottobre 1962, Roma, Edizioni 5 Lune, 1963.
- Società, associazioni e partiti, Stato, in Partiti e democrazia. Atti del terzo convegno nazionale di studio della Democrazia Cristiana, S. Pellegrino Terme, 13-16 settembre 1963, Roma, Edizioni 5 Lune, 1964.
- Storia e vita della società italiana in alcuni narratori italiani nel secondo dopoguerra. Riassunto, in Il volto della cultura italiana e tedesca del secondo dopoguerra nel quadro dell'unità culturale europea. Riassunto bilingue delle relazioni principali del III Convegno internazionale di studi italo-tedeschi, Merano 27/4-3/5 1962, Bolzano, Istituto Culturale Italo-Tedesco in Alto Adige, 1966.
- La D.C. nella presente situazione politica. Prospettive e proposte, Padova, Borghero, 1966.
- Futurismo. Ideologia e linguaggio, a cura di Franco Laera, Milano, CELUC, 1968.
- Lettera di dimissione dalla DC, in Lettera politica. II. Un movimento di sinistra nella DC, Firenze, Libreria editrice fiorentina, 1968.
- Per un movimento politico di liberazione della donna. Saggi e documenti, Verona, Bertani, 1972.
- La Democrazia Cristiana. Natura, struttura e organizzazione, Milano, Mazzotta, 1974.
- Movimento operaio e "questione cattolica". Da Togliatti al '68, in Da Togliatti alla nuova sinistra, Roma, Alfani, 1976.
- Le cause strutturali del nuovo femminismo, in "Problemi del Socialismo", n. 4, 1976.
- Pluralismo e servizi sociali, con Luigi Sartori e Achille Ardigo, Padova, Fondazione Emanuela Zancan, 1977.
- Economia politica della differenza sessuale, Roma, Felina libri, 1987. ISBN 88-85844-07-3.
- Conferenze-dibattito sulla storia dell'UDI e del movimento delle donne, con Marisa Rodano e Anita Pasquali, Modena, Unione donne italiane-Centro Documentazione Donna, 1988.
- Né indifesa né in divisa. Pacifismo, sicurezza, ambiente, nonviolenza, forze armate. Una discussione fra donne, a cura di e con Chiara Ingrao, Roma, Gruppo misto Sinistra indipendente Regione Lazio, 1988.
- Le donne invisibili, in "Democrazia e diritto", n. 3, 1989.
- La poesia di Marilisa Marchiorello, Valstagna, Istituto di pedagogia acquariana, 2000. ISBN 88-86663-07-2.
- Il papa chiede perdono. Le donne glielo accorderanno?, Milano, Il dito e la luna, 2000. ISBN 88-86633-13-0.
- Resisté. Racconti e riflessioni di una donna che ancora resiste, Milano, Il dito e la luna, 2001. ISBN 88-86633-20-3.
- Mondare il riso, in Monica Lanfranco e Maria G. di Rienzo (a cura di), Donne disarmanti. Storie e testimonianze su nonviolenza e femminismi, Napoli, Intra moenia, 2003. ISBN 88-7421-034-5.
- Nonviolenza. Le ragioni del pacifismo, con Fausto Bertinotti e Marco Revelli, Roma, Fazi, 2004. ISBN 88-8112-588-9.
- Lettere dal Palazzo. Reportage semiserio di un anno da senatrice di Lidia Menapace, Genova, Erga, 2007.
- Una piattaforma per la pace preventiva, in La nonviolenza attiva in marcia, Firenze-Pisa, Libreria Editrice Fiorentina-Centro Gandhi Edizioni, 2007. ISBN 978-88-89264-99-7.
- Un anno al senato. Lucido diario di fine legislatura, a cura di Luciano Martocchia, Pescara, Tracce, 2009.
- A furor di popolo, Genova, Marea, 2012.
- Io, partigiana. La mia resistenza, San Cesario di Lecce, Manni, 2014. ISBN 978-88-6266-541-4.
- Canta il merlo sul frumento. Il romanzo della mia vita, San Cesario di Lecce, Manni, 2015. ISBN 978-88-6266-660-2[19].
- Chefarepunto, con Elisa Forcato, Pierpaolo Dalla Vecchia, Roberta Corradini, Thomas Vaglietti, Trento, lit. Effe Erre, 2019.